# Trofeu Ciutat de Llíria
El Trofeu Ciutat de Llíria és un torneig d'Escala i corda organitzat des de 2006 per l'empresa ValNet i patrocinat per l'Ajuntament de Llíria, al Trinquet del Pla de l'Arc, coincidint amb les Fires i Festes de Sant Miquel (segona quinzena de setembre).
El sistema de competició és de 4 equips, jugant un total de 3 partides: 2 semifinals i 1 final a partida única.
Este torneig és un dels exemples de la transformació de l'escala i corda en les darreres dècades, passant d'un escenari com el dels anys 1980, amb partides insubstancials entre setmana i desafiaments esporàdics, a un nou panorama on apareixen diferents tornejos que atrauen l'atenció dels aficionats.

## Historial
| Any  | Campió                      | Finalista              | Resultat |
| ---- | --------------------------- | ---------------------- | -------- |
| 2012 | León i Dani                 | Santi II, Javi i Tino  | 60-50    |
| 2011 | Álvaro i Dani               | Miguel i Fèlix         | 60-25    |
| 2010 | Pedro, Raül II i Nacho      | Adrián, Dani i Herrera | 60-35    |
| 2009 | Núñez, Jesús i Héctor       | Colau, Fèlix i Herrera | 60-50    |
| 2008 | Soro III, Sarasol II i Tino | Núñez, Jesús i Héctor  | 60-35    |
| 2007 | Genovés II i Sarasol II     | Núñez i Dani           | 60-50    |
| 2006 | Mezquita, Fèlix i Salva     | León i Grau            |          |

## Regles específiques
El Trofeu Ciutat de Llíria compta amb unes regles específiques:
- Puntuació inicial: Les partides comencen amb empat a 3 jocs, 15-15.
- Galeries lliures: Enviar la pilota a les galeries del dau o del rest, sense que en torne, és quinze directe.
- Falta: Si, en la ferida, la pilota no cau dins el dau és falta, i, per tant, quinze directe per a l'equip al dau.